# Milan Nosić
Milan Nosić (Radišići kod Ljubuškoga, 5. srpnja 1946.), hrvatski je jezikoslovac, onomastičar, sociolingvist, ortoepičar, arealni jezikoslovac, kroatist i bohemist.

## Životopis
Milan Nosić rođen je 1946. godine u Radišićima kod Ljubuškoga. Osnovnu i srednju školu je pohađao je u Ljubuškom. Studirao je kroatistiku i bohemistiku u Pragu i Zagrebu. Nakon što je završio studij, radio je u srednjoj školi u Daruvaru, gdje je predavao hrvatski, češki i francuski jezik, a poslije toga je predavao hrvatski jezik u srednjoj školi u Rijeci.
Magistrirao je na Filozofskom fakultetu u Zagrebu 1980. godine u Zagrebu, a doktorirao je na antroponimiji na istom fakultetu 1988. godine. Predavao je morfologiju i tvorbu riječi hrvatskog standardnog jezika na Filozofskom fakultetu u Rijeci.
Obnovio je 1993. godine riječki ogranak Hrvatskog filološkog društva. U okviru tog ogranka je od 1995. do 2009. godine organizirao međunarodni filološki skup slavista na temu jezika i književnosti, čije su referati objavljivali u časopisu Riječi. Prof. Nosić je urednikom tog časopisa za slavensku filologiju, koji je jedini takvi u Hrvatskoj.
Nakladnik je u izdavačkoj kući Maveda d.o.o. koja je objavila knjige na temu stare hrvatske povijesti (Bijeli Hrvati) i jezikoslovlja, uključujući i prijevode knjiga na hrvatski nagrađenih autora Leopolda Auburgera i Artura Bagdasarova (INA-ina nagrada za promicanje hrvatske kulture u svijetu).

## Djela
- Josip Završnik, 1991.
- Hrvatski obratni prezimenar, 1995.
- Bosansko-hercegovačka ekonimija, 1996.
- Gajev preteča, 1997.
- Prezimena zapadne Hercegovine, 1998.
- Bosansko-hercegovačka hrvatska prezimena 1, 1999. (suautor)
- Češko-hrvatski rječnik, 2000.
- Bosansko-hercegovačka hrvatska prezimena 2, 2000. (suautor)
- Jezikoslovne studije, 2001.
- Humačka ploča, 2001.
- Bosansko-hercegovačka prezimena 3, 2001. (suautor)
- Rječnik posuđenica iz turskoga jezika, 2005.
- Pomorski leksikograf Božo Babić, 2007.
- Imena bosansko-hercegovačkih naselja, 2009.

## Vanjske poveznice
- Bilješka o uredniku  Arhivirana inačica izvorne stranice od 2. srpnja 2013. (Wayback Machine), maveda.hr
- Artur Bagdasarov, Milan Nosić, Materinski jezik – brana jezičnoj globalizaciji // Jezik: časopis za kulturu hrvatskoga književnog jezika, sv. 62, br. 4, (2015.), str. 141. – 145., (Hrčak)